# Yaiza
Yaiza es una localidad y municipio español perteneciente a la isla de Lanzarote, en la provincia de Las Palmas, comunidad autónoma de Canarias.
Es el término municipal más al sur y al oeste de la isla de Lanzarote. Su industria principal es el turismo y la agricultura. Rodeado por el océano Atlántico, linda al norte con los municipios de Tinajo y Tías.

## Demografía
Cuenta con una población de 18 113 habitantes (INE 2024).
| Gráfica de evolución demográfica de Yaiza entre 1842 y 2021 |
| |
| Población de derecho según los censos de población del INE Población de hecho según los censos de población del INEEntre el censo de 1960 y el anterior, crece el término del municipio porque incorpora a 35501 (Femés) |

| Nacionalidad | Hombres | Mujeres | Total  | %      | Proporción |
| ------------ | ------- | ------- | ------ | ------ | ---------- |
| Española     | 5460    | 5026    | 10 486 | 61.9 % |            |
| Extranjera   | 3284    | 3154    | 6438   | 38.0 % |            |

## Historia
En el extremo sur del municipio de Yaiza, en la zona conocida como El Rubicón, se instaló el primer asentamiento europeo de las islas Canarias en 1402, desde donde se inició la conquista del archipiélago. En ese lugar se encontraba la catedral de San Marcial de Limoges, patrono de Lanzarote y compatrono de la diócesis canariense. Esta catedral fue destruida por piratas ingleses en el siglo XVI y actualmente se encuentra en Femés la Ermita de San Marcial de Limoges dedicada a este santo.
Yaiza se encuentra en el borde del área sepultada por las erupciones volcánicas producidas en Lanzarote entre 1730 y 1736, que dieron como origen el parque nacional de Timanfaya. Precisamente, la crónica fundamental de las erupciones fue narrada por el entonces párroco de Yaiza, Andrés Lorenzo Curbelo.

## Geografía

### Espacios naturales

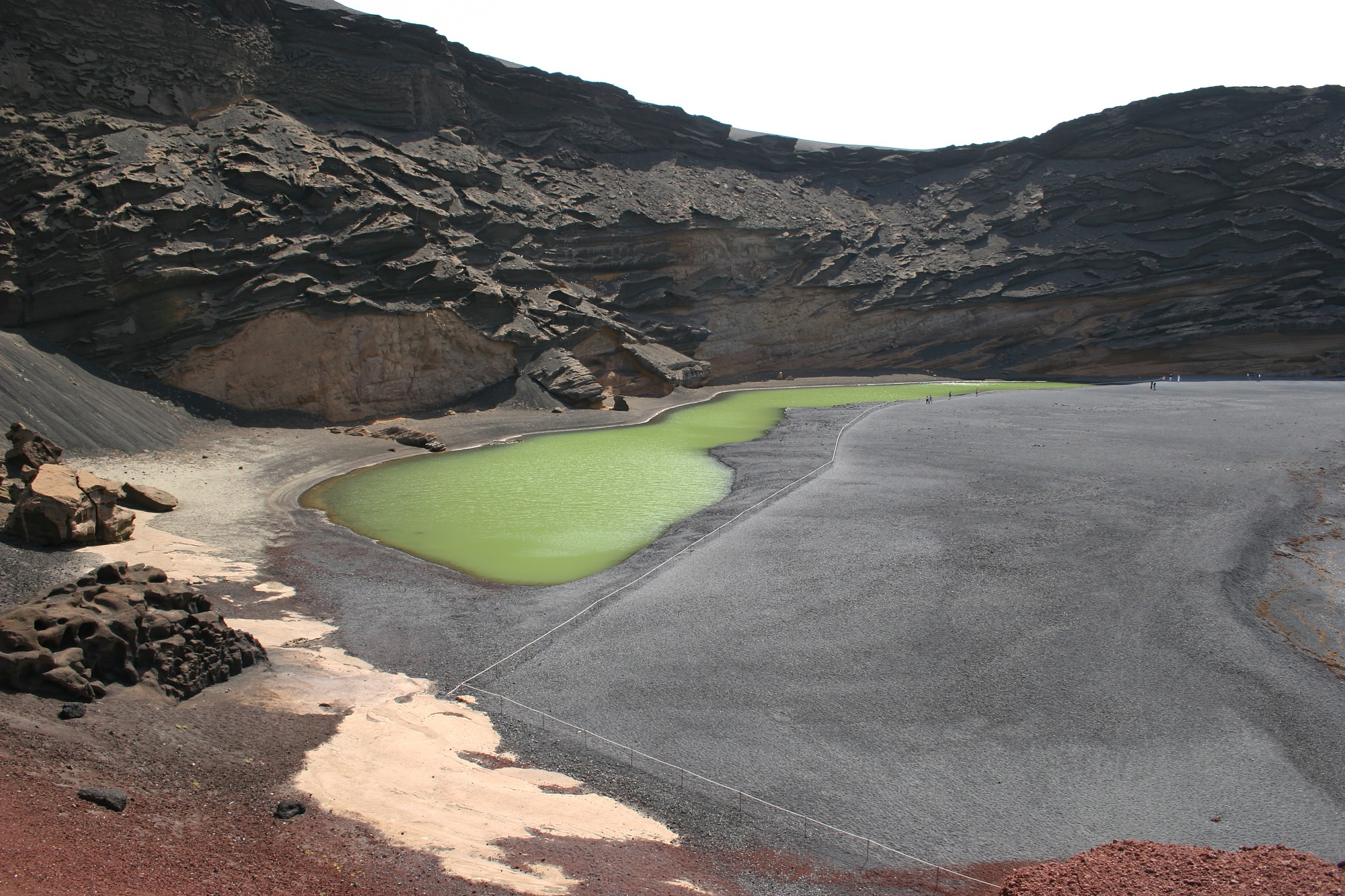
El charco Verde, también llamado de Los Clicos

Además de Timanfaya, el municipio cuenta con otros espacios naturales de gran importancia, como el monumento natural de Los Ajaches, en cuya costa se encuentran las playas de Papagayo, o el Charco Verde, también llamado de Los Clicos. En la costa de Yaiza se sitúan también las mayores salinas de Canarias, las salinas de Janubio.

### Localidades
El pueblo de Yaiza es el núcleo municipal, donde se encuentra el ayuntamiento. Frente a él se halla la parroquia de Nuestra Señora de los Remedios, patrona del municipio, cuya festividad se celebra el 8 de septiembre. Yaiza sobresale entre los pueblos de la isla por su cuidado paisajístico y su respeto a la arquitectura tradicional.
Dentro del término municipal se encuentra Femés, pueblo que sirve de escenario principal de la novela Mararía, del escritor canario Rafael Arozarena. En Femés está también la iglesia en honor de san Marcial, patrón de Lanzarote. Playa Blanca, en el extremo sur de la isla, es el principal núcleo turístico del municipio.
| Entidad singular     | Habitantes |
| -------------------- | ---------- |
| Playa Blanca         | 12839      |
| Uga                  | 1201       |
| Yaiza (capital)      | 1098       |
| Puerto Calero        | 513        |
| Las Breñas           | 389        |
| El Golfo             | 251        |
| Femés                | 219        |
| Playa Quemada        | 116        |
| Cortijo Viejo        | 79         |
| Las Casitas de Femés | 59         |
| La Degollada         | 54         |
| La Hoya              | 49         |
| Maciot               | 29         |
| La Geria             | 28         |
| Total                | 16924      |